# Prosopocera bella
Prosopocera bella är en skalbaggsart som beskrevs av Stefan von Breuning 1936. Prosopocera bella ingår i släktet Prosopocera och familjen långhorningar. Inga underarter finns listade i Catalogue of Life.